# No (Meghan Trainor)
"No" is een single van de Amerikaanse zangeres Meghan Trainor van haar tweede studioalbum Thank You, dat in 2016 uitkwam. Het nummer kwam uit op 4 maart 2016 als de leadsingle van het album. Het is geproduceerd door Ricky Reed en geschreven door Trainor, Eric Frederic en Jacob Kasher Hindlin.

## Achtergrondinformatie
De single piekte in de Verenigde Staten op de derde plek in de Billboard Hot 100 en werd daarmee haar tweede single die rechtstreeks in de top-3 terechtkwam. In Australië, Canada, Oostenrijk, Spanje en Schotland behaalde het nummer een plek binnen de top-10. 

## Videoclip
De bijhorende videoclip verscheen op 21 maart 2016 en is opgenomen in een magazijn. Sinds 22 april 2016 is de videoclip al meer dan 100 miljoen keer bekeken op YouTube.

## Hitnoteringen

### Nederlandse Top 40
| Hitnotering: 23-04-2016 t/m 14-05-2016 | Hitnotering: 23-04-2016 t/m 14-05-2016 | Hitnotering: 23-04-2016 t/m 14-05-2016 | Hitnotering: 23-04-2016 t/m 14-05-2016 | Hitnotering: 23-04-2016 t/m 14-05-2016 | Hitnotering: 23-04-2016 t/m 14-05-2016 |
| Week:                                  | 1                                      | 2                                      | 3                                      | 4                                      |                                        |
| -------------------------------------- | -------------------------------------- | -------------------------------------- | -------------------------------------- | -------------------------------------- | -------------------------------------- |
| Positie:                               | 38                                     | 34                                     | 33                                     | 39                                     | uit                                    |

### NederlandseSingle Top 100
| Hitnotering: 19-03-2016 t/m 04-06-2016 | Hitnotering: 19-03-2016 t/m 04-06-2016 | Hitnotering: 19-03-2016 t/m 04-06-2016 | Hitnotering: 19-03-2016 t/m 04-06-2016 | Hitnotering: 19-03-2016 t/m 04-06-2016 | Hitnotering: 19-03-2016 t/m 04-06-2016 | Hitnotering: 19-03-2016 t/m 04-06-2016 | Hitnotering: 19-03-2016 t/m 04-06-2016 | Hitnotering: 19-03-2016 t/m 04-06-2016 | Hitnotering: 19-03-2016 t/m 04-06-2016 | Hitnotering: 19-03-2016 t/m 04-06-2016 | Hitnotering: 19-03-2016 t/m 04-06-2016 | Hitnotering: 19-03-2016 t/m 04-06-2016 | Hitnotering: 19-03-2016 t/m 04-06-2016 |
| Week:                                  | 1                                      | 2                                      | 3                                      | 4                                      | 5                                      | 6                                      | 7                                      | 8                                      | 9                                      | 10                                     | 11                                     | 12                                     |                                        |
| -------------------------------------- | -------------------------------------- | -------------------------------------- | -------------------------------------- | -------------------------------------- | -------------------------------------- | -------------------------------------- | -------------------------------------- | -------------------------------------- | -------------------------------------- | -------------------------------------- | -------------------------------------- | -------------------------------------- | -------------------------------------- |
| Positie:                               | 90                                     | 72                                     | 56                                     | 43                                     | 38                                     | 37                                     | 34                                     | 39                                     | 42                                     | 52                                     | 74                                     | 90                                     | uit                                    |

### NederlandseMega Top 50
| Hitnotering: 16-03-2016 t/m 21-05-2016 | Hitnotering: 16-03-2016 t/m 21-05-2016 | Hitnotering: 16-03-2016 t/m 21-05-2016 | Hitnotering: 16-03-2016 t/m 21-05-2016 | Hitnotering: 16-03-2016 t/m 21-05-2016 | Hitnotering: 16-03-2016 t/m 21-05-2016 | Hitnotering: 16-03-2016 t/m 21-05-2016 | Hitnotering: 16-03-2016 t/m 21-05-2016 |
| Week:                                  | 1                                      | 2                                      | 3                                      | 4                                      | 5                                      | 6                                      |                                        |
| -------------------------------------- | -------------------------------------- | -------------------------------------- | -------------------------------------- | -------------------------------------- | -------------------------------------- | -------------------------------------- | -------------------------------------- |
| Positie:                               | 47                                     | 44                                     | 46                                     | 35                                     | 36                                     | 41                                     | uit                                    |

## Releasedata
| Land                | Releasedatum | Formaat        | Label |
| ------------------- | ------------ | -------------- | ----- |
| Verenigd Koninkrijk | 4 maart 2016 | Muziekdownload | Epic  |
| Verenigde Staten    | 4 maart 2016 | Muziekdownload | Epic  |
| 8 maart 2016        | Radio        |                | Epic  |